# Pampatar
Pampatar est le chef-lieu de la municipalité de Maneiro sur l'île de Margarita dans l'État de Nueva Esparta au Venezuela. Autour de la ville s'articule la division territoriale et statistique de Capitale Maneiro. Sa population s'élève à 12 351 habitants.

## Tourisme
- Château de San Carlos de Borromeo

## Personnalités liées
- Chelique Sarabia (1940-2022), poète et homme politique y est né.

## Galerie

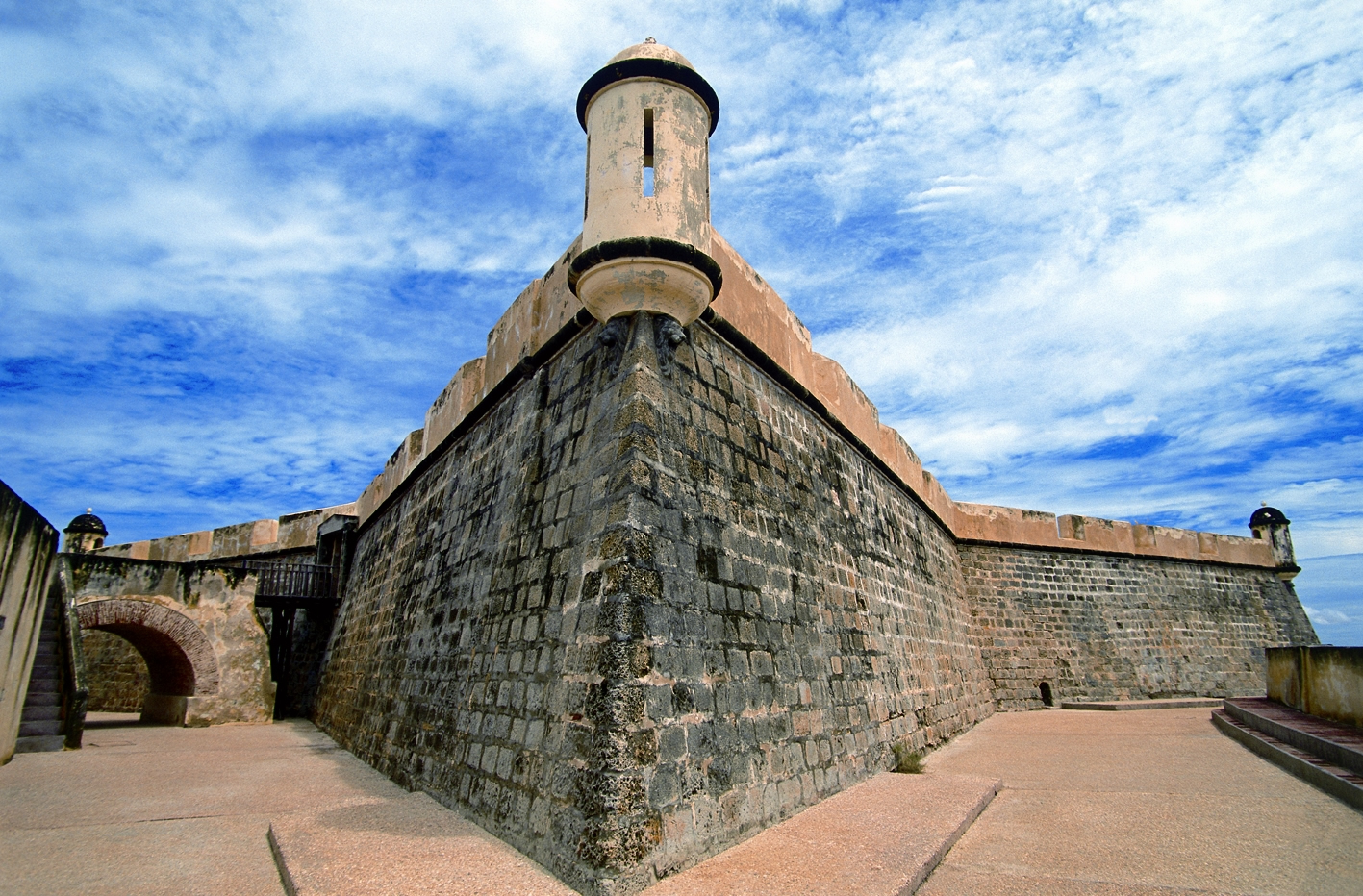
Château de San Carlos de Borromeo